# TOI-1798
TOI-1798 — одиночная звезда в созвездии Гончих Псов на расстоянии приблизительно 369 световых лет (около 113 парсек) от Солнца. Визуальная звёздная величина звезды — +11,36m.
Вокруг звезды обращается, как минимум, две планеты.

## Характеристики
TOI-1798 — оранжевый карлик спектрального класса K. Масса — около 0,87 солнечной, радиус — около 0,82 солнечного, светимость — около 0,393 солнечной. Эффективная температура — около 5068 K.

## Планетная система
В 2024 году группой астрономов, работающих в рамках программы TESS, было объявлено об открытии планет TOI-1798 b и TOI-1798 c.